# Euler (cràter)

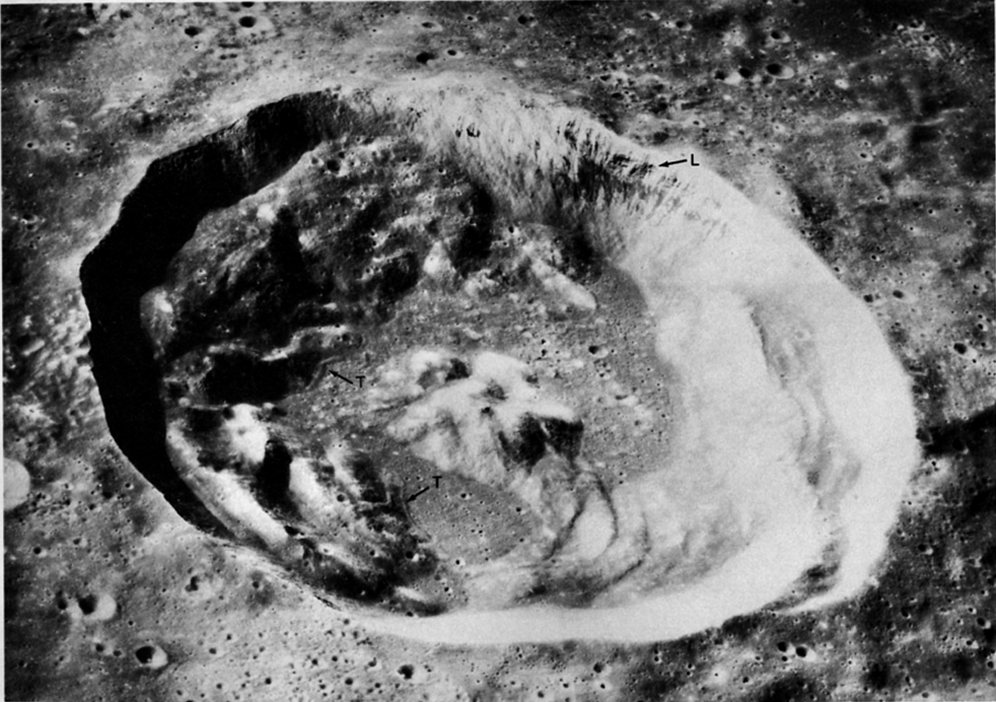
Vista de gaidó del cràter lunar Euler des de l'Apolo 17.

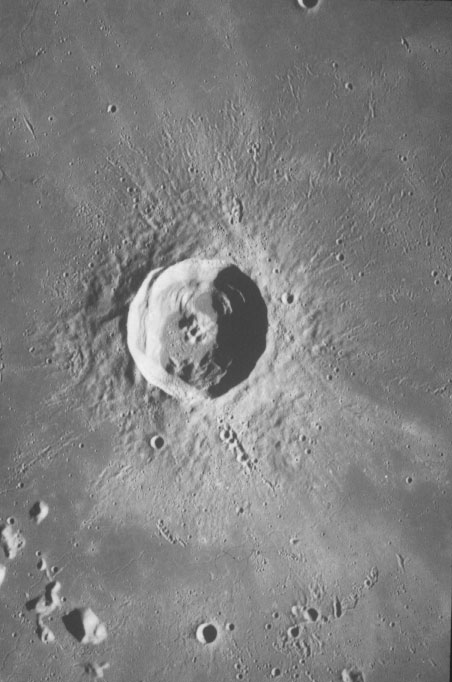
Imatge del cràter Euler des de l'Apollo 17.

Euler és un cràter d'impacte lunar localitzat a la meitat sud de la Mare Imbrium. L'element proper més notable és el Mons Vinogradov situat al seu costat oest-sud-oest. Un grup de crestes baixes se situa al sud-oest d'Euler; aquesta formació inclou el cràter petit Natasha i el minúscul Jehan. Aproximadament a uns 200 quilòmetres cap a l'est-nord-est s'hi troba el cràter Lambert, d'una grandària comparable a Euler.

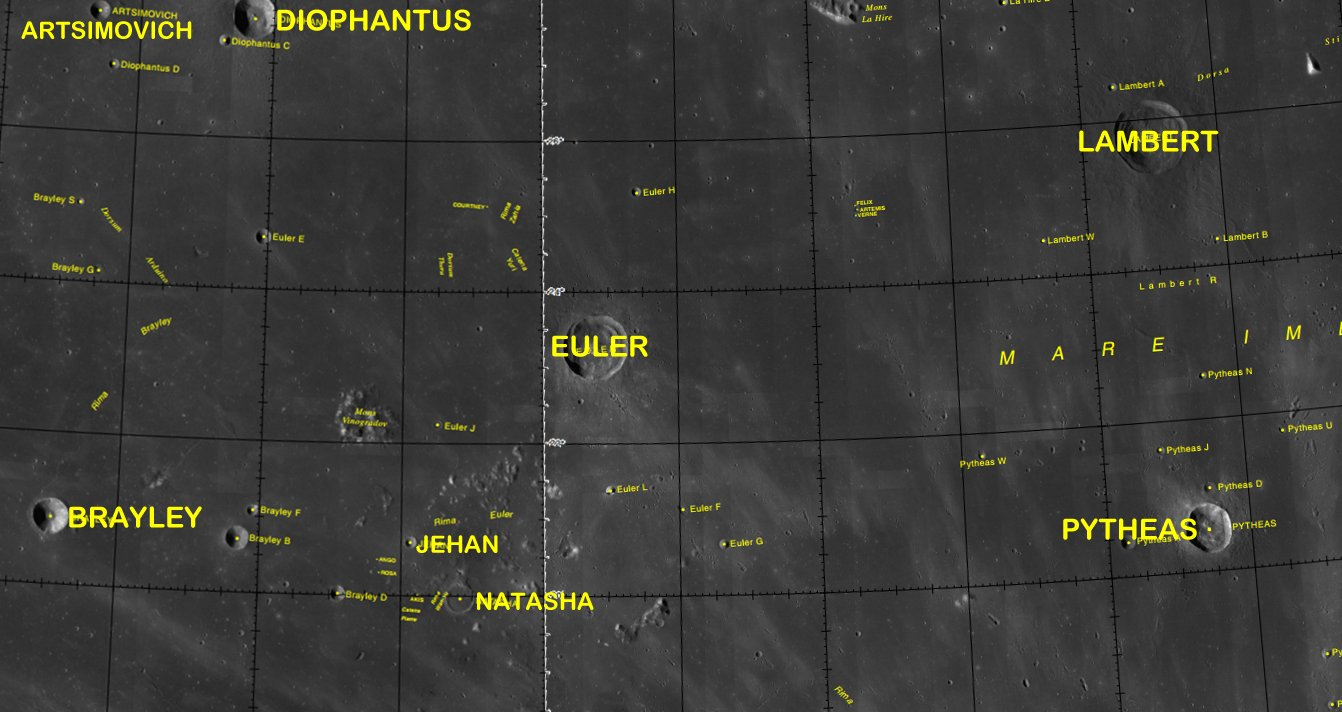
Localització d'Euler. Fotografia de la missió Lunar Reconnaissance Orbiter

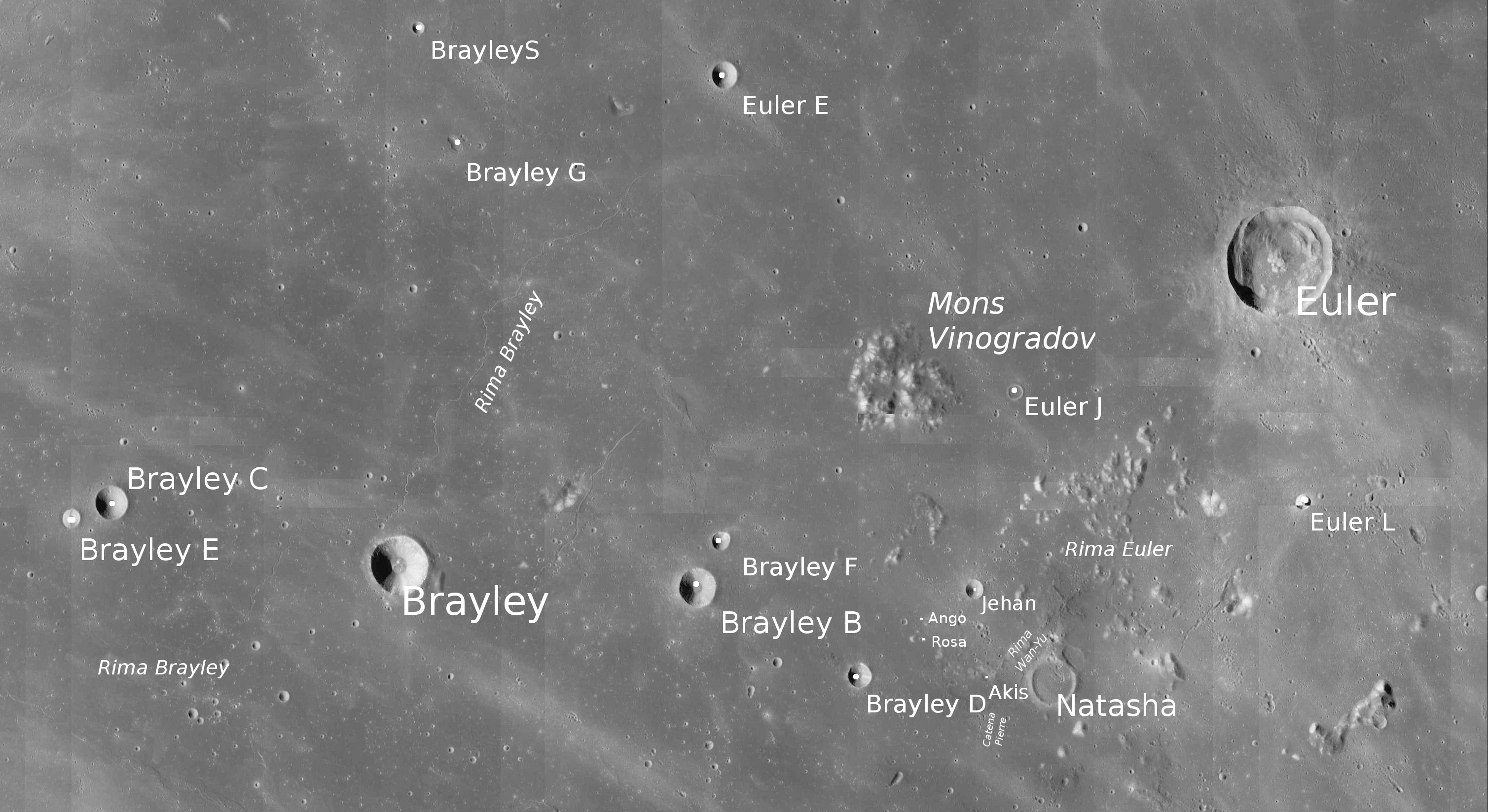
Relleu proper a Euler

El brocal d'Euler està envoltat per una muralla baixa, i conté algunes graderies petites producte del desplom característic de la superfície de la irregular paret interior. Enmig de la plataforma interior s'hi localitza un petit cim central de poca altura, format per la dinàmica subsegüent a l'impacte. El cràter té un sistema menor de rajos que s'estén a una distància de 200 quilòmetres.

## Cràters satèl·lit
Per convenció aquests elements són identificats en els mapes lunars posant la lletra en el costat del punt central del cràter que està més prop de Euler.
|       | \| Euler \| Coordenades \| Diàmetre \| \| ----- \| ------------------------------------ \| -------- \| \| E \| 24° 42′ N, 34° 00′ O / 24.7°N,34.0°O \| 6 km \| \| F \| 21° 12′ N, 27° 54′ O / 21.2°N,27.9°O \| 6 km \| \| G \| 20° 42′ N, 27° 24′ O / 20.7°N,27.4°O \| 4 km \| \| H \| 25° 18′ N, 28° 36′ O / 25.3°N,28.6°O \| 4 km \| \| J \| 22° 18′ N, 31° 30′ O / 22.3°N,31.5°O \| 4 km \| \| L \| 21° 24′ N, 28° 54′ O / 21.4°N,28.9°O \| 4 km \| |          |
| Euler | Coordenades | Diàmetre |
| E     | 24° 42′ N, 34° 00′ O / 24.7°N,34.0°O | 6 km     |
| F     | 21° 12′ N, 27° 54′ O / 21.2°N,27.9°O | 6 km     |
| G     | 20° 42′ N, 27° 24′ O / 20.7°N,27.4°O | 4 km     |
| H     | 25° 18′ N, 28° 36′ O / 25.3°N,28.6°O | 4 km     |
| J     | 22° 18′ N, 31° 30′ O / 22.3°N,31.5°O | 4 km     |
| L     | 21° 24′ N, 28° 54′ O / 21.4°N,28.9°O | 4 km     |

Els cràters següents han estat rebatejats per la UAI:
- Euler K — Vegeu Jehan.
- Euler P — Vegeu Natasha.

### Altres referències
- (WGPSN), IAU Working Group for Planetary System Nomenclature. «Gazetteer of Planetary Nomenclature. 1:1 Million-Scale Maps of the Moon» (en anglès).  UAI / USGS, 13-02-2013. [Consulta: 6 abril 2016].
- Andersson, L. E.; Whitaker, E. A.,. NASA Catalogue of Lunar Nomenclature (en anglès).  NASA RP-1097, 1982.
- Blue, Jennifer. «Gazetteer of Planetary Nomenclature» (en anglès).  USGS, 25-07-2007. [Consulta: 2 gener 2012].
- Bussey, B.; Spudis, P.. The Clementine Atlas of the Moon (en anglès).  Nueva York: Cambridge University Press, 2004. ISBN 0-521-81528-2.
- Cocks, Elijah E.; Cocks, Josiah C.. Who's Who on the Moon: A Biographical Dictionary of Lunar Nomenclature (en anglès).  Tudor Publishers, 1995. ISBN 0-936389-27-3.
- McDowell, Jonathan. «Lunar Nomenclature» (en anglès).   Jonathan's Space Report, 15-07-2007. [Consulta: 2 gener 2012].
- Menzel, D. H.; Minnaert, M.; Levin, B.; Dollfus, A.; Bell, B. «Report on Lunar Nomenclature by The Working Group of Commission 17 of the IAU» (en anglès). Space Science Reviews, 12, 1971, pàg. 136.
- Moore, Patrick. On the Moon (en anglès).  Sterling Publishing Co, 2001. ISBN 0-304-35469-4.
- Price, Fred W. The Moon Observer's Handbook (en anglès).  Cambridge University Press, 1988. ISBN 0521335000.
- Rükl, Antonín. Atlas of the Moon (en anglès).  Kalmbach Books, 1990. ISBN 0-913135-17-8.
- Webb, Rev. T. W.. Celestial Objects for Common Telescopes, 6ª edición revisada (en anglès).  Dover, 1962. ISBN 0-486-20917-2.
- Whitaker, Ewen A. Mapping and Naming the Moon (en anglès).  Cambridge University Press, 2003. 978-0-521-54414-6.
- Wlasuk, Peter T. Observing the Moon (en anglès).  Springer, 2000. ISBN 1-85233-193-3.